# Prizrenská liga

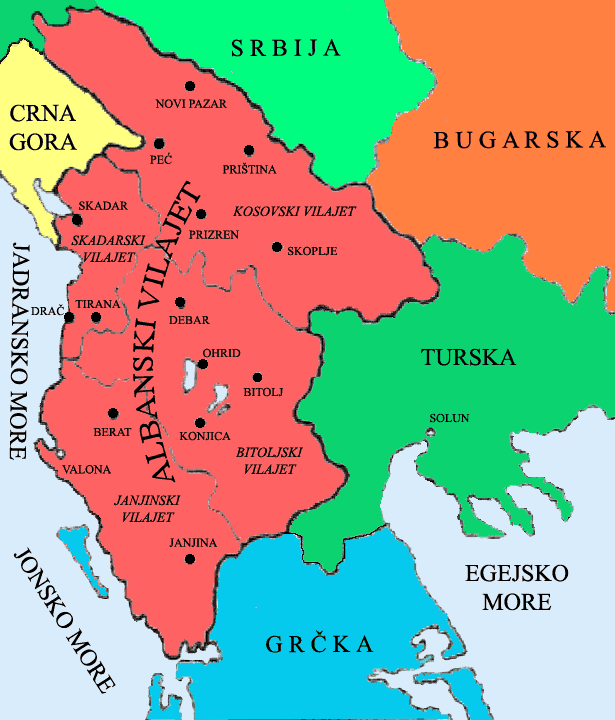
Albánie podle Prizrenské ligy

Prizrenská liga (albánsky Lidhja e Prizrenit) byla organizací Albánců na konci 19. století. Vznikla v roce 1878 v tehdy tureckém Prizrenu.
Albánci jako poslední národ se tím zařadili po bok svých sousedů, kteří se vyslovili pro větší míru národních práv, než kterou mohli mít v Osmanské říši. Vytušili příležitost, kterou by mohli získat, pokud by Osmané ztratili celou Makedonii, resp. se obávali situace, že by ji mohly získat ostatní početné slovanské národy pro sebe. Situace na Balkáně byla v roce 1878, kdy skončila Rusko-turecká válka porážkou Osmanské říše, pro změny více než příznivá.
Návrhy Prizrenské ligy lze vnímat jako první ze snah sjednotit všechny etnické Albánce do rámce jednoho státního útvaru. S podobnými projekty však přicházely i různé národně-osvobozenecké organizace sousedních národů (ať již to byli Srbové, Bulhaři, či třeba Řekové).

## Historie

### Vznik

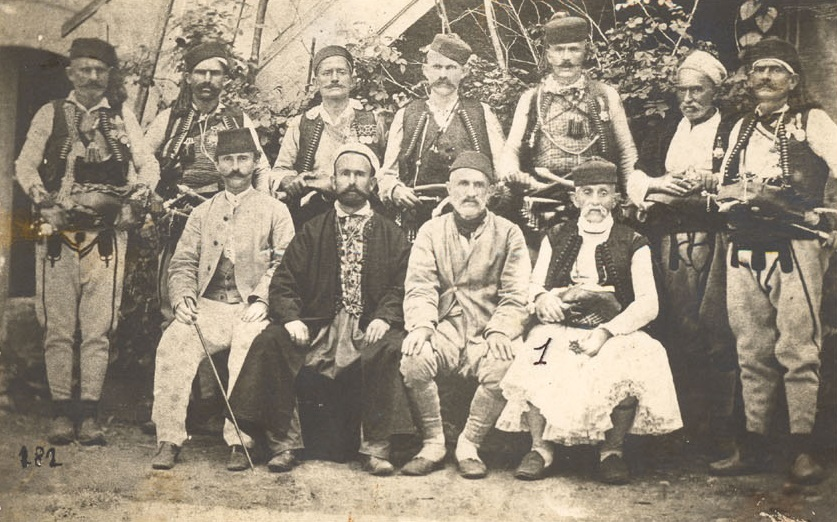
Skupinová fotografie některých z účastníků prvního sjezdu Prizrenské ligy v roce 1878.

Neformálně vznikla liga již v lednu 1878. Její zástupci byli přítomni již na Berlínském kongresu; jejich cílem bylo prosadit větší práva pro Albánce (autonomii), avšak protože hlavním tématem setkání byla především bulharská otázka, zůstala Albánie stranou. Albánští delegáti naléhali na uznání svébytné albánské národnosti a jejího autonomního statusu uvnitř Osmanské říše.
Tzv. Liga ochrany albánského národa vznikla v roce 1878 v Prizrenu. Její členové se setkali poprvé oficiálně dne 10. června 1878 v Prizrenu. Další pravidelná setkání se konala v místní medrese. Zvolili si vlastní výbor, v jehož čele stál Omer bej Prizreni. Na prvním sjezdu Prizrenské ligy bylo přítomno okolo 110 delegátů; většinou se zabývali diskuzí nad tématy albánských národních dějin. Za svůj hlavní cíl si ale stanovili sjednocení albánských zemí. Hlavním důvodem pro zformování Prizrenské ligy bylo především ohrožení ze strany dalších křesťanských států, které využily slabosti Osmanské říše pro získání dalších území. Proto albánští intelektuálové na setkání v Prizrenu ostře odsoudili územní zisky Srbska, Bulharska i Černé Hory, které potvrdil Berlínský kongres. Radikální křídlo organizace představovali ti Albánci, kteří byli původem z Istanbulu a kteří prosazovali myšlenku, že osmanská vláda není schopna realizovat zájmy albánského národa.[zdroj?] Žádali nezávislost, zatímco představitelé z území dnešní Albánie, Kosova a Severní Makedonie požadovali pouze uznání autonomie v rámci Osmanské říše. Nakonec všichni zástupci podepsali jen krátké memorandum (kararname), které požadovalo sjednocení Albánci obývaných oblastí do jednoho celku.
Zpočátku měla Prizrenská liga podporu ze strany turecké vlády, předně proto, že mohla představovat alespoň nějakou protiváhu nově vzniklým křesťanským státům, které si chtěli rozdělit celý Balkánský poloostrov. Prizrenská liga však – alespoň z počátku – prosazovala, aby byly Albánci osídlené části Balkánu součástí Osmanské říše.
Významnými představiteli Prizrenské ligy se stali Abdyl Frashëri, Sulejman Vokshi, Pashko Vasa, Idriz Seferi, Isa Boletini a Ali-paša Gusi. Frashëri se stal předsedou Ligy a předsedou komise pro zahraniční záležitosti, která komunikovala s představiteli západoevropských zemí.
Prizrenská liga prosazovala myšlenku sjednocení čtyř vilájetů s albánským obyvatelstvem do jednoho celku; kromě Albánie a Kosova by však zahrnoval i početné oblasti obydlené Slovany, jakými jsou třeba Sandžak, či území dnešní Severní Makedonie. Členové Prizrenské ligy byli především muslimové a jejich postoje proto byly vnímány jako protikřesťanské. Díky tomu se k organizaci zdráhala připojit nemalá část albánských křesťanů, a to jak ze severu dnešní Albánie (Skadaru), tak i z dalších oblastí regionu. I když ji zpočátku vyjádřila podporu, představovala pro vládu Osmanské říše představovala ohrožení především proto, že šířila myšlenku nacionalismu i mezi nepravoslavné obyvatelstvo na Balkáně. Muslimové byli přitom považováni Osmanskou říší za základní pilíř existence státu; za protežovanou náboženskou skupinu.
Prizrenská liga začala v roce 1880 přebírat v Kosovu postupně moc. Násilí rozpoutala vůči slovanskému obyvatelstvu, což přimělo řadu Srbů a Černohorci emigrovat na sever. S rostoucím vlivem rostly i požadavky představitelů Prizrenské ligy vůči turecké vládě. Když ta odmítla požadavek autonomie, vypuklo otevřené násilí.

### Povstání
V první polovině roku 1881 došlo na území dnešního Kosova ke vzpouře osmanské armády, jejíž vojáci byli převážně Albánci.[zdroj?] Kosovský kontingent pod vedením jednoho z předních členů Prizrenské ligy, Sulejmana Vokshi, obsadil velmi rychle Skopje a poté táhl směrem k Kosovské Mitrovici a Novému Pazaru. Na místě, která povstalci, obsadili, byli vyháněni turečtí úředníci a zaváděna provizorní, albánská státní správa. V dubnu 1881 následně vyslala Prizrenská liga memorandum představitelům evropských zemí, ve kterém požadovala uznání albánské autonomie v rámci Turecka a ochranu Albánců před jakýmkoliv tureckým vpádem.

### Potlačení aktivit Ligy a odkaz
O několik měsíců později vyslala turecká armáda do Kosova desetitíscový kontingent, aby zpacifikoval region. Po dvoudenním boji se podařilo Turkům znovuobsadit Prizren; na stránách Prizrenské ligy činily ztráty cca 1200 lidí. Sídlo organizace bylo přesunuto z Prizrenu do Đakovice na západě dnešního Kosova, nicméně i tam dorazila turecké armáda a povstání potlačila. Známí členové Prizrenské ligy byli pozatýkáni a internováni na ostrově Rhodos. 3000 Albánců, kteří byli napojeni na Prizrenskou ligu, bylo zatčeno a internováno v Malé Asii. V Kosovu byla následně provedena centralizace státní správy. Turečtina zůstala jediným úředním jazykem v oblasti.[zdroj?]
V roce 1899 byla organizace obnovena ve městě Peć pod vedením Haxhi Mully Zeky. Někteří z členů Prizrenské ligy se účastnili mladoturecké revoluce v roce 1908.